# Náströnd

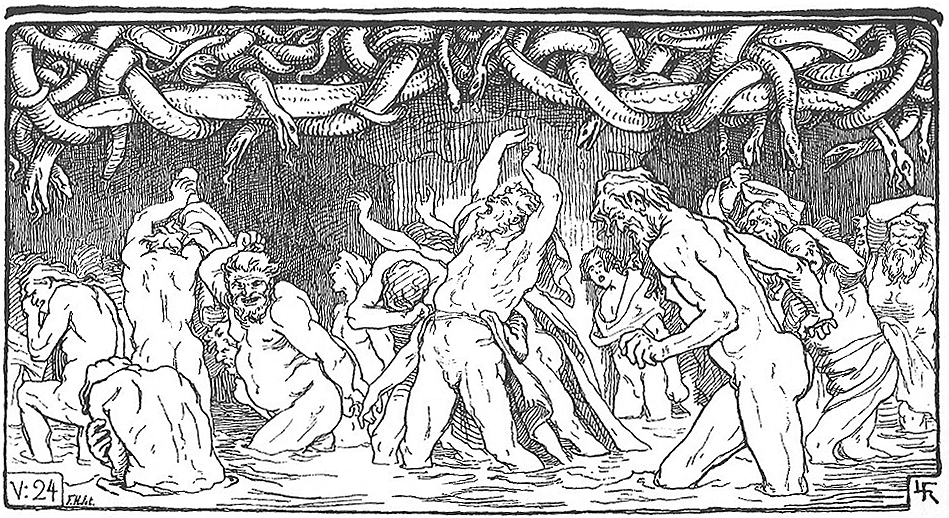
Un'illustrazione del Náströnd di Lorenz Frølich (1895).

Nella mitologia norrena, Náströnd o Nåstrond, che in norreno significa "riva dei morti", è un luogo di pena dell'Hel, l'Inferno norreno.
È una grande spiaggia che accoglie i colpevoli di spergiuro, d'assassinio e d'adulterio.
La pena è quella di essere continuamente sbranati dal serpe Níðhöggr e di essere tormentati da un groviglio di serpenti. Per raggiungere Náströnd i dannati devono attraversare Sliðr (Il terribile) che non ha onde d'acqua ma i cui frangenti sono coltelli e spade affilate.
Sulla spiaggia, inoltre, è allestito un tetro cantiere navale dove, tra il fetore dei cadaveri, schiere di esseri mostruosi strappano via ai corpi martoriati le unghie; con questo materiale ripugnante viene creata la nave Naglfar (cfr. ted: Nagel, unghia) che trasporterà i "Figli di Hel" versò il luogo dove si terrà il Ragnarǫk.
Secondo alcuni interpreti, Náströnd e il suo immaginario risentirebbero di influssi cristiani, estranei al mito originario.